# Nedre Kvarnbergsgatan

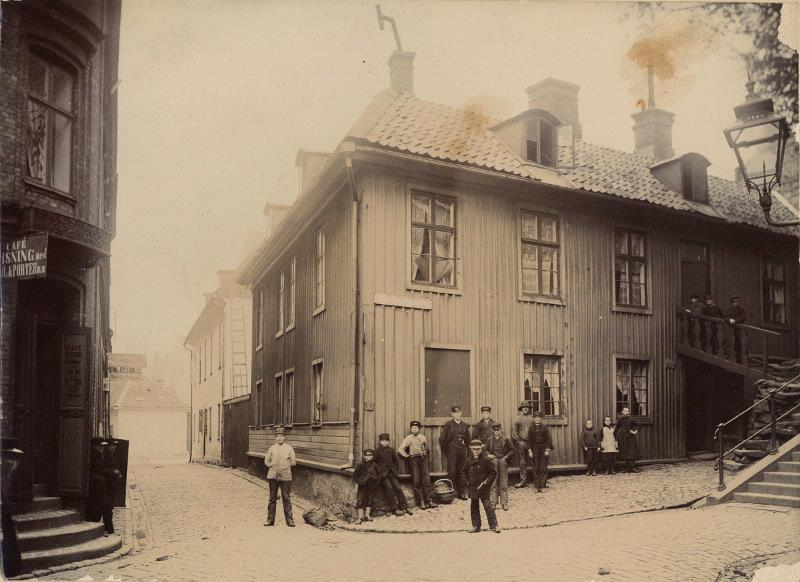
Nedre Kvarnbergsgatan 11 vid korsningen av Spannmålsgatan. Övre Spannmålsgatan med trappor till höger i bild. Foto från 1888. Bildsamlingen, Göteborgs stadsmuseum.

Nedre Kvarnbergsgatan är en gata inom stadsdelen Nordstaden i Göteborg. Den är cirka 270 meter lång, och sträcker sig från Postgatan till Sankt Eriksgatan.
Gatan fick sitt namn 1885 efter sitt läge vid Kvarnberget och i förhållande till Kvarnbergsgatan.